# 奧利弗·威爾遜

奧利弗·威爾遜（Oliver Wilson, 1980年9月14日 - ）是一位英國職業高爾夫球選手。出生在英格蘭的曼斯費爾德。他是2008年萊德盃歐洲隊的隊員之一。世界最高排名曾達第45位。

## 外部連結
- PGA歐洲巡迴賽網站上的介紹